# ティムル・アルブゾフ
ティムル・アルブゾフ（Timur Arbuzov　2004年- ）はロシア出身の柔道選手。階級は81kg級。

## 経歴
2021年のヨーロッパカデ66㎏級で優勝した。その後階級を81㎏級まで上げると、2023年の世界ジュニアでは準決勝で天野開斗に敗れるも3位になった。2024年のグランドスラム・トビリシでIJFワールド柔道ツアー初優勝を飾った。世界選手権では中立選手(AIN)名義で出場して決勝まで進むも、世界チャンピオンであるジョージアのタト・グリガラシビリに技ありで敗れて2位だった。パリオリンピックにはロシアがボイコットを表明したため、出場できなかった。2025年のヨーロッパ選手権では決勝でグリガラシビリを技ありで破って優勝した。世界選手権では決勝で前年敗れたグリガラシビリを隅落で破るなど、オール一本勝ちで世界選手権初優勝を飾った。
IJF世界ランキングは2282ポイント獲得で26位(25/6/2現在)。

## 主な戦績
- 2021年 - ヨーロッパカデ　優勝(66㎏級)
- 2023年 - 世界ジュニア　3位
- 2024年 - グランドスラム・トビリシ　優勝
- 2024年 - 世界選手権　2位
- 2024年 - グランドスラム・東京　2位
- 2025年 - グランドスラム・タシケント　優勝
- 2025年 - ヨーロッパ選手権　優勝
- 2025年 - 世界選手権　優勝

(出典、JudoInside.com)